# Delight (banda)
Delight é uma banda de rock da Polônia.

## Membros
- Paulina "Paula" Maślanka -
- Jarosław "Jaro" Baran -
- Marek Tkocz -
- Ziemowit Rybarkiewicz -
- Jakub Kubica "Cube" -
- Grzegorz Gustof -

## Discografia

### Álbuns de estúdio
- (2000) Last Temptation
- (2001) The Fading Tale
- (2002) Eternity
- (2004) Anew
- (2004) Od Nowa
- (2007) Breaking Ground

### DVDs
- (2003) The Last Tale of Eternity